# RBVZ Russkij viťaz

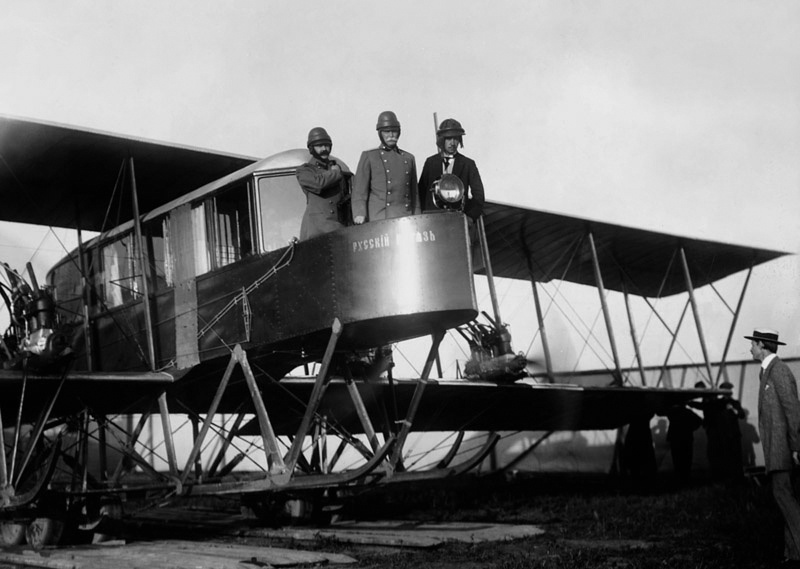
Karl Bulla: Piloti Igor Sikorskij, Geněr a Kaulbars v letadle Russkij viťaz, 1915

Russkij viťaz (rusky Русский витязь) byl první čtyřmotorový letoun na světě. Navrhl ho a postavil Igor Sikorskij v Rusku na jaře roku 1913. Nejznámější modifikací se stal stroj Ilja Muromec, který poprvé vzlétl koncem téhož roku.
Sikorskij koncipoval Russkij viťaz v roce 1911, avšak odborníci a média na celém světě předpovídali úplné selhání tohoto projektu, pozorovatelé byli přesvědčeni, že letadlo s takovými rozměry nemůže nikdy opustit zemi. 10. května 1913 však museli přiznat, že se mýlí, protože letoun poprvé vzlétl.
Russkij viťaz získal v létě 1913 mezinárodní rekord ve vytrvalosti, když se sedmi lidmi na palubě létal hodinu a 54 minut. V září roku 1913 na něj však spadl motor, který se za letu utrhl od francouzského letadla.

## Technické údaje
- Osádka: 3
- Délka: 20 m
- Rozpětí křídel:
  - horní křídla: 27 m
  - spodní křídla: 20 m
- Výška: 4 m
- Plocha křídla: 120 m²
- Vlastní hmotnost: 3400 kg
- Vzletová hmotnost: 4000 kg
- Max. vzletová hmotnost: 4940 kg
- Pohon: 4 × motor Argus
- Výkon: 4 x 75 kW (100 hp)
- Maximální rychlost: 90 km/h
- Dolet: 170 km
- Dostup: 600 m